# FC Manu Laeva
Der FC Manu Laeva ist ein 1980 gegründeter Fußballverein aus Nukulaelae.
Seine Spiele trägt er wie alle anderen Clubs auf Tuvalu im 1.500 Zuschauer fassenden Tuvalu Sports Ground in Funafuti aus.
2017 konnte der Verein zum ersten Mal die nationale Meisterschaft gewinnen.

## Erfolge

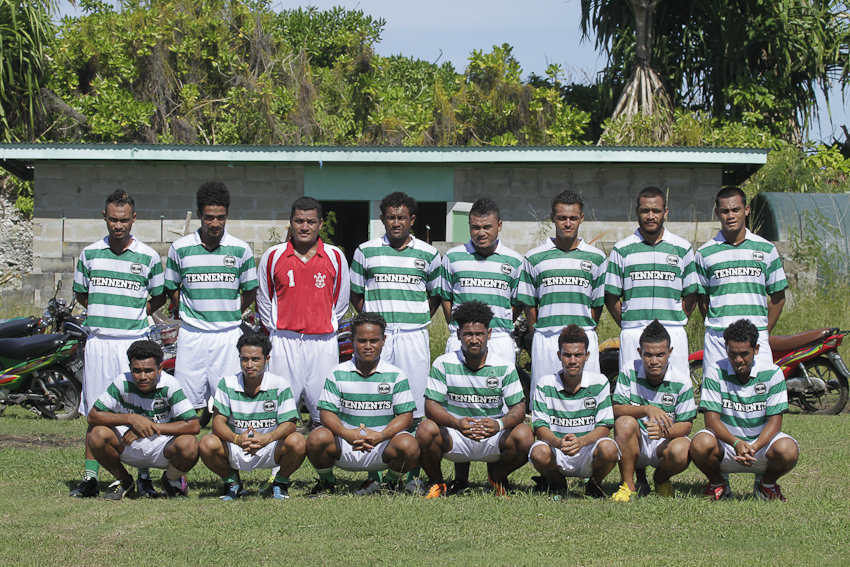
Manu Laeva (2012)

- Tuvalu A-Division: 1

2017
- Tuvalu KnockOut Cup: 2

1998, 2001
- Independence Cup: 1

2011
- Tuvaluspielen: 3

2008, 2009, 2011
- Christmas Cup: 2

2012, 2013